# Isambard Kingdom Brunel
Isambard Kingdom Brunel (Portsmouth, 1806. április 9. – Westminster, 1859. szeptember 15.) brit mérnök, aki viszonylag rövid pályafutása alatt a többi között 25 vasútvonalat, száznál több hidat, köztük öt függőhidat, nyolc kikötőrendszert, három tengerjáró gőzhajót és egy előre gyártott tábori kórházat épített.

## Életútja
Isambard Kingdom Brunel apja, a későbbi Sir Marc Isambard Brunel francia származású volt, szülőhazájából a forradalom idején menekült el az Amerikai Egyesült Államokba, ahol New York főépítésze lett. Onnan 1799-ben költözött Angliába, ahol feleségül vette Sophia Kingdomot. Számos találmány fűződik a nevéhez, a többi között kötőgép és hajómotor. Ő tervezte meg a Temze-alagutat, az első folyó alatti gyalogosalagutat. Itt használtak először a világon fúrópajzsot, amelynek működését a hajóféreg fúrótechnikájáról mintázta Marc Isambard. Fiát is mérnöknek taníttatta a franciaországi Caenban és Párizsban, illetve az angliai Chelsea-ben és Hove-ban.

### Temze-alagút
Brunel 1823-ban apja irodájában kapott munkát. Itt részt vett korának úttörő vállalkozásában, a Temze-alagút tervezésében. 1826 áprilisában, alig húszéves korában, átvette William Armstrong vezető mérnök helyét, akit megbetegített az alagút mérgező levegője. Brunel bizonyítani akart, ezért szinte folyamatosan a mélyben volt, és rövid szunyókálásaihoz is csak egy kőművespallót választott. Apja féltette az egészségét, ezért három segítőt nevezett ki mellé. Egyikük meghalt, a másik megvakult a bal szemére.
1827. május 18-án a betörő víz elárasztotta a kész alagútszakaszt. Brunel ekkor megmentette egy öreg munkás életét, majd búvárharang segítségével ereszkedett a folyó mélyére, ahol agyaggal töltött zsákokkal tömték be a lyukakat. A munkálatok során összesen tizenegy alkalommal tört be a Temze vize az alagútba. Az építkezést 1828-ban egy nagy vízbetörés miatt felfüggesztették. Ebben a balesetben Brunel is megsérült, ezért Bristolba ment lábadozni.

### Hidak, kikötők
1829-ben Brunel részt vett a Clifton függőhídra kiírt pályázaton, amely az Avon szurdokának átívelését célozta. A tervet Thomas Telford tanácsára a bírálók elutasították, majd később a módosított rajzokat elfogadták. Brunelt 1831-ben kinevezték a bristoli kikötő főmérnökének. Itteni legfőbb műve a Monkwearmouth Dock. Később hasonló kikötőket tervezett Plymouth-ban, Cardiffban, Brentfordban és Milford Havenben.

### Great Western Railways
Brunel alig 27 éves korában, 1833-ban a frissen alakult Great Western Railway vasúttársaság főmérnöke lett. Ő tervezte meg a Bristol és London közötti széles nyomtávú vasútvonalat, a viktoriánus kor egyik legnagyobb műszaki beruházását. A Bristol és London közötti vonal – a korabeli elnevezéssel Brunel biliárdasztala – építését 1841-ben fejezték be. Ez a munkája a világ vezető mérnökei közé emelte. Brunel a nagyobb sebesség és nagyobb komfort miatt széles nyomtávú (2140 mm) pályát választott a szokásos méretű (1435 mm) helyett. Ez a döntése később komoly nehézségeket okozott a vasúttársaságnak, amikor át kellett állnia a normál nyomtávra. Ráadásul a GWR-szerelvények nem tudták használni a londoni Euston pályaudvart, ezért a társaság kénytelen volt megépíteni Brunel elképzelései szerint a Paddington állomást, amelynek munkálatai csak 1854-ben fejeződtek be. A London és Bristol közötti vasútvonal igazi mérnöki mestermű, alagutak, hidak, viaduktok hálózata. Kiemelkedik közülük a Hanwell és a Chippenham viadukt, a Maidenhead vasúti híd, a Box-alagút és a bristoli Temple Meads vasútállomás.

#### Hajók
Brunel ezután gőzhajókat tervezett, amelyek közül az elsőt, a Great Westernt 1838-ban bocsátották vízre. Nevéhez fűződik az első óceánjáró csavargőzös, a Great Britain, valamint a világ akkor legnagyobb hajója, a Great Eastern megépítése. 1866-ban ez a hajó fektette le az első működőképes kábelt Európa és Amerika között.

## Halála
Isambard Kingdom Brunel a Great Eastern vízre bocsátásának évében halt meg szélhűdésben vagy szívrohamban. A Kensal Green temetőben helyezték örök nyugalomra. A Morning Chronicle című lap így búcsúztatta: "A találmányok történetében nincs is rá példa, hogy egy s ugyanazon ember merész elgondolásaiból olyan nagy újítások születtek volna, s azokat sikeresen meg is valósította volna. Ha nem volt elég bátor, nem is volt elég sikeres. (...) Brunel képes volt mérnök-eposzt alkotni, de mérnökszonettet semmiképpen."

## Kiemelkedő alkotásai
- Maidenhead vasúti híd – A téglából épült hídnak a Temze felett két nagy – 39 méter széles – íve van, amely a legmagasabb pontján is mindössze hét méterre van a vízszinttől. Emiatt a leglaposabb ívű híd a világon.
- Royal Albert híd – A csaknem 667 méter hosszú vasúti híd a Tamar folyó két partját köti össze Pylmouth és Saltash között. Az építkezés 1854-ben kezdődött és 1859-ben fejeződött be.
- Clifton függőhíd – A 210 méter hosszú híd 61 méteres magasságban íveli át az Avon folyót. Ebben az időben ez volt a világ legnagyobb fesztávú hídja.
- Great Western – Az 1320 tonnás, 72 méter hosszú gőzhajó Bristol és New York között közlekedett. Első útját 1838 áprilisában tette meg; 1844-ig hetven alkalommal kelt át az Atlanti-óceánon. Az út 15 napig tartott.[14]
- Great Britain – A kizárólag fémből épített gőzös 1845 júliusában indult első hosszabb útjára. A 3618 tonnás és 98 méter hosszú hajó meghajtásáról a négy egyhengeres gép által forgatott csavar gondoskodott. A hajó 360 utas és 600 tonna áru szállítására volt képes.[15]
- Vákuum-vasút – Nevéhez fűződik a föld alatti vákuum-vasút is.[16] A vákuum segítségével működtetett légnyomásos vasútvonal, a South Devon Railway még egy évet sem élt meg: 1849-ben bezárták, mert a korát meghaladó technológiának nagy volt az üzemeltetési költsége.
- Great Eastern – Korának legnagyobb gőzhajója volt. A 18.914 BRT vízkiszorítású, csaknem 211 méter hosszú hajót 1858-ban bocsátották vízre. A monstrum szállítókapacitása négyezer utas és hatezer tonna áru volt. Érdekessége, hogy lapátkereke, csavarja és vitorlái is voltak.[17]
- Box-alagút – A Great Western Railway vasúthálózata számára épített alagút Bath és Chippenham között, a Box-hegy alatt. Az építmény korának leghosszabb vasúti alagútja volt.

## Galéria

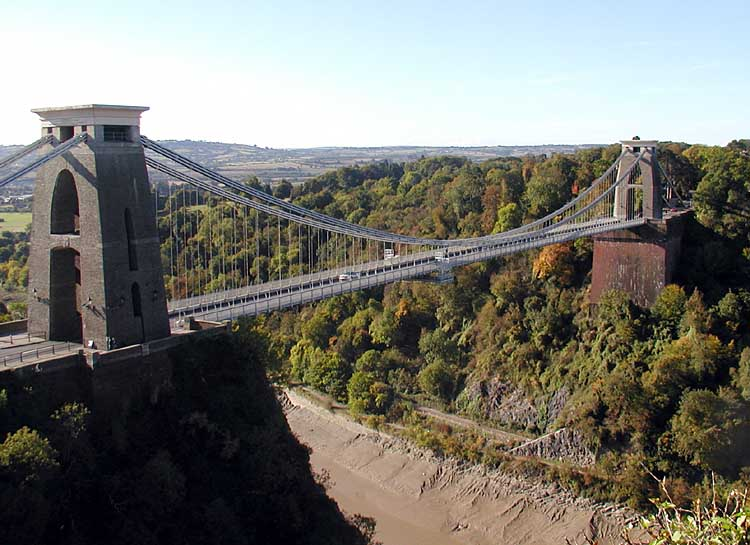
A Clifton függőhíd
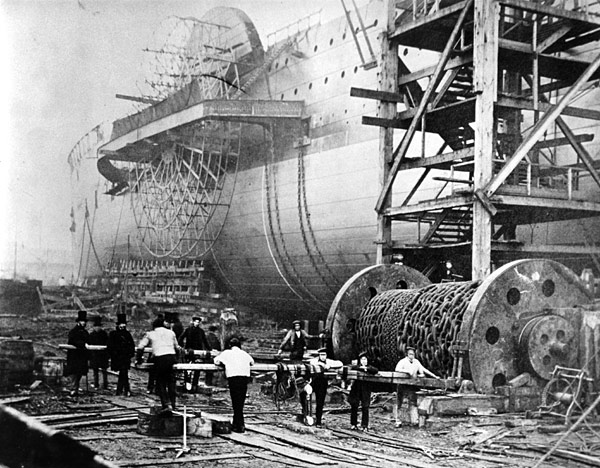
A Great Eastern építése
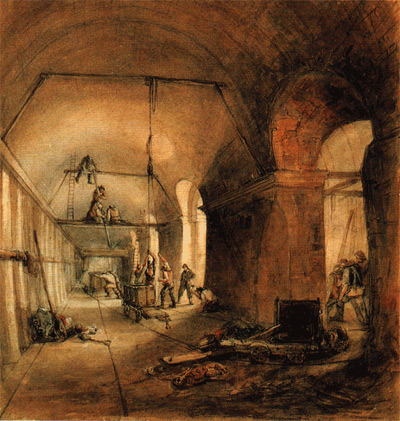
A Temze-alagút építése
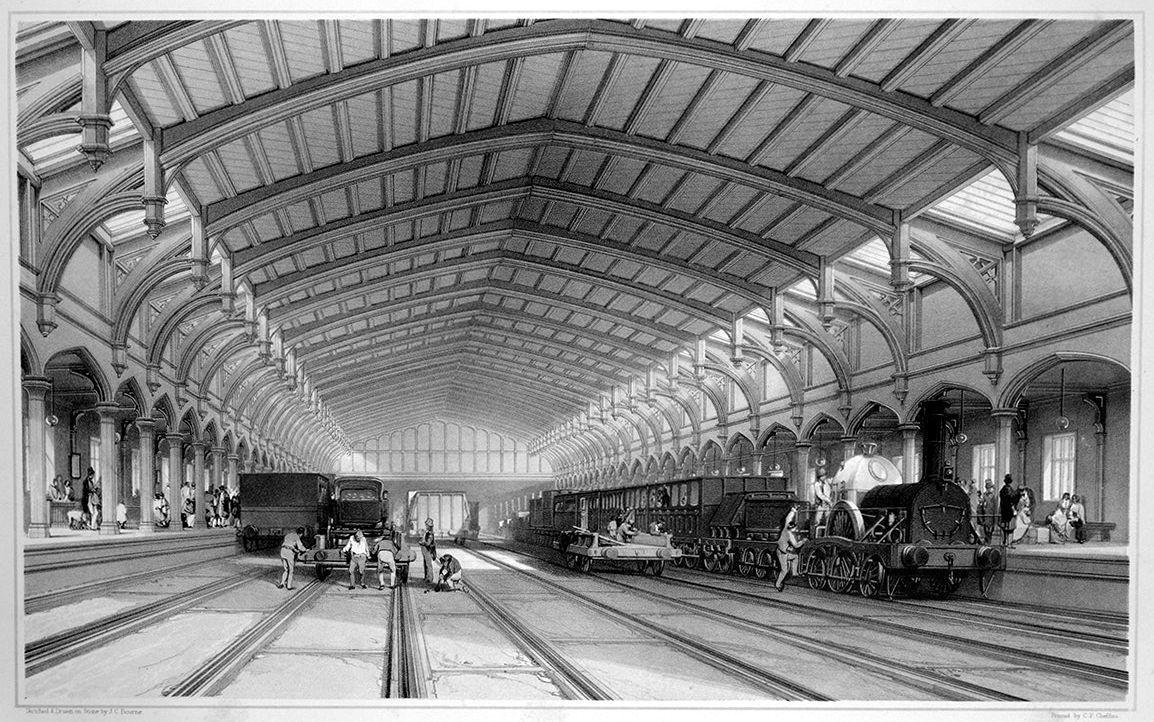
A bristoli pályaudvar
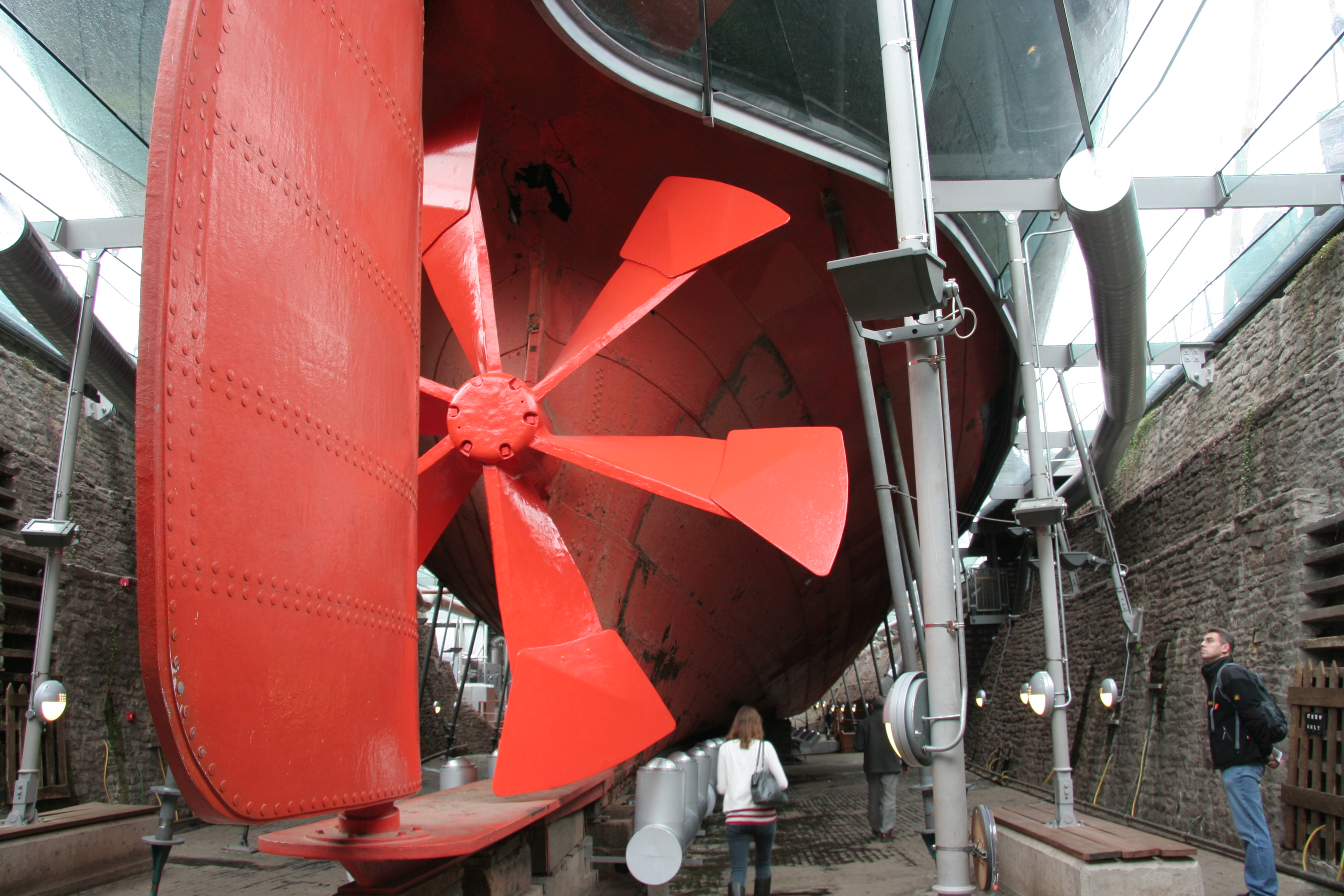
A Great Britain propellere és lapátja
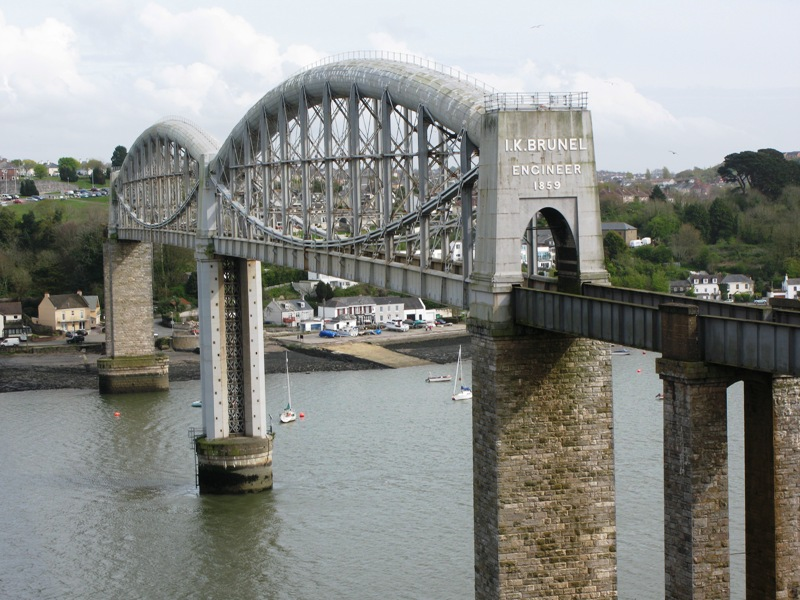
A Royal Albert híd

## Az építő emlékezete
2002-ben a BBC szavazást rendezett minden idők legnagyobb britjéről. A felmérés során egymillió szavazat érkezett a csatornához. Isambard Kingdom Brunel a második helyet érte el, csak a második világháború alatti brit miniszterelnök, Sir Winston Churchill előzte meg őt.
2006-ban, a nagy mérnök születésének 200. évfordulóján Brunel 200 címmel programsorozatot rendeztek Nagy-Britanniában a viktoriánus építő emléke előtt tisztelegve. A Bristoli Kulturális Fejlesztési Társulás (BCDP) kiállításokat, oktatási és művészeti projekteket szervezett. Andrew Kelly, a BCDP és a Brunel 200 vezetője ezt mondta a mérnökről: "Brunel volt az egyik legsokoldalúbb, legmerészebb és leginspiratívabb mérnök a 19. században, akinek elképesztő találmányai megváltoztatták a világot, és még mai világunkat is formálják."
Nagy-Britanniában 2008-ban szavazni lehetett a szigetország tíz legjellemzőbb építményére. A voksolást április 9-én, Brunel születésnapja alkalmából rendezték. Brunel nevét viseli egy 1966-ban alapított londoni egyetem is, amelynek célja, hogy hallgatóinak átadja a Brunelre egyszerre jellemző gyakorlati és vállalkozói megközelítést, valamint egy múzeum, amely Rotherhithe-ban, a híres Temze-csatorna egyik végpontján áll.

## Magyar kapcsolat
Gróf Széchenyi István találkozott Isambard Kingdom Brunellel, amikor Angliában tanulmányozta a vasútépítés akkori legmodernebb technológiáját.